# Charles Robinson (James Bond)
Pour les articles homonymes, voir Charles Robinson et Robinson.
Charles Robinson est un personnage de fiction qui apparaît dans les films et les novélisations James Bond. C'est l'acteur Colin Salmon qui interprète le personnage à l'écran. 

## Biographie fictive
Charles Robinson est le premier chargé d'études du MI6 (top analyst). Sérieux et fidèle, Robinson à une fonction similaire à celle de Bill Tanner dans le film Demain ne meurt jamais et Meurs un autre jour, bien qu'ils apparaissent ensemble dans Le monde ne suffit pas. Robinson assiste également James Bond dans des missions délicates.
Dans la séquence d'ouverture du film Demain ne meurt jamais qui se déroule autour d'une vente d'armes à la frontière de la Russie, Robinson suit la mission de Bond à partir d'un centre de communication et analyse les images que 007 fournit, prouvant ainsi sa capacité à remplacer Bill Tanner lorsque ce dernier s'absente pour le film Demain ne meurt jamais. Cependant, dans la novélisation du film, c'est l'inverse : Bill Tanner est présent et Charles Robinson est absent.
Il est souvent au côté de M; dans Le monde ne suffit pas il l'accompagne notamment en Asie à la suite de la demande d'Elektra King, mais ce voyage va se révéler être un piège tendu par King pour enlever M. Robinson va sur le terrain où il est présent dans l'hélicoptère qui amène Bond et le Dr Christmas Jones à un pipeline pour désamorcer une bombe. Robinson alerte ensuite Bond de l'enlèvement de M. 
Dans Meurs un autre jour, Robinson n'a pas eu un grand rôle, mais il apparait dès les débuts du film lorsque Bond est relâché lors d'un échange contre Zao à la frontière entre les deux Corées. On le voit plus tard dans le film lors de l'entrainement virtuel de Bond et dans une brève réunion d'information avec Bond et Jinx.

## Œuvres où le personnage apparaît

### Cinéma
- 1997 : Demain ne meurt jamais (Tomorrow Never Dies), interprété par Colin Salmon
- 1999 : Le monde ne suffit pas (The World Is Not Enough), interprété par Colin Salmon
- 2002 : Meurs un autre jour (Die Another Day), interprété par Colin Salmon

### Littérature
- 1999 : Le Monde ne Suffit pas (The World Is Not Enough) novélisation film homonyme par Raymond Benson
- 2002 : Meurs un autre jour (Die Another Day) novélisation film homonyme par Raymond Benson

### Jeu vidéo
- 2000 : James Bond 007 : Le monde ne suffit pas, doublé par Colin Salmon (images d'archive)